# The Midnight Club
The Midnight Club è una serie televisiva statunitense del 2022 creata da Mike Flanagan e Leah Fong, basata sull'omonimo romanzo di Christopher Pike.
Nel dicembre 2022 la serie è stata cancellata.

## Trama
Un gruppo di otto malati terminali si incontra a mezzanotte tutte le sere per raccontarsi storie spaventose.

## Personaggi e interpreti

### Personaggi principali
- Ilonka Pawluk, interpretata da Iman Benson, doppiata da Lucrezia Marricchi.
- Kevin, interpretato da Igby Rigney, doppiato da Giulio Bartolomei.
- Anya, interpretata da Ruth Codd, doppiata da Vittoria Bartolomei.
- Sandra, interpretata da Annarah Cymone, doppiata da Margherita De Risi.
- Spencer, interpretato da William Chris Sumpter doppiato da Tito Marteddu.
- Cheri, interpretata da Adia, doppiata da Martina Felli.
- Natsuki, interpretata da Aya Furukawa, doppiata da Beatrice Maruffa.
- Amesh, interpretato da Sauriyan Sapkota, doppiato da Lorenza D’Agata.
- Mark, interpretato da Zach Gilford, doppiato da Daniele Raffaeli.
- Shasta, interpretata da Samantha Sloyan, doppiata da Federica De Bortoli.
- Tim Pawluk, interpretato da Matt Biedel, doppiato da Massimo Bitossi.
- Dr.ssa Georgina Stanton, interpretata da Heather Langenkamp, doppiata da Roberta Greganti.

## Produzione

### Sviluppo
Il 5 maggio 2020 è stato annunciato un adattamento televisivo del romanzo di Christopher Pike, The Midnight Club.

### Cast
Nell'aprile 2021, Iman Benson, Larsen Thompson, William B. Davis, Crystal Balint e Patricia Drak si sono uniti al cast.

### Riprese
Le riprese principali sono iniziate il 15 marzo 2021 a Burnaby, nella Columbia Britannica, e si sono concluse il 10 settembre successivo.

## Promozione
Il teaser trailer è stato diffuso online il 6 giugno 2022.

## Distribuzione
La prima stagione è stata trasmessa su Netflix il 7 ottobre 2022.